# Pierre Arnaud (historien)
Pour les articles homonymes, voir Pierre Arnaud et Arnaud.
Pierre Arnaud, né le 29 avril 1942 à Lyon (Rhône) et mort le 7 septembre 2016 à Chozeau (Isère), est un professeur d'éducation physique, historien français spécialiste de l'histoire du sport. Créateur des Carrefours d'histoire du sport et professeur des universités à l'université Lyon 1, il est le fondateur et le premier directeur en 1982 du Centre de recherche et d'innovation sur le sport (CRIS). Il est plus largement considéré comme un promoteur majeur de l'histoire du sport en France au plan universitaire.

## Biographie
Pierre Arnaud est né le 29 avril 1942 dans le 3e arrondissement de Lyon. L'Occupation déplace sa famille dans l'Isère à Saint-Quentin-Fallavier où il fait ses études primaires. De retour à Lyon dans le 7e arrondissement en 1949, il entame sa carrière sportive à l'ASUL et ses études secondaires au lycée Ampère-Saxe avant de les poursuivre au collège Chaponnay où il obtient le baccalauréat en juin 1961. Déjà moniteur de colonie de vacances et de l'école de rugby de son club il opte alors pour le professorat d'éducation physique (EPS) et intègre l'Institut régional d'éducation physique (IREP) de Lyon où il obtient la première partie du certificat d'aptitude au professorat d'éducation physique et sportive (CAPEPS) en 1962, année où il est champion de France universitaire de rugby à XV avec l'ASUL. Reçu au CAPEPS en juin 1965 il est nommé au lycée technique d'État de La Martinière de Lyon.
Incorporé en novembre 1967 au centre de formation initiale de Verdun il poursuit sa formation militaire à l'école interarmes de Saint-Cyr-Coëtquidan. Alpiniste/skieur affirmé il est ensuite affecté comme sous-lieutenant éclaireur-skieur au 13e bataillon de chasseurs alpins de Chambéry avec lequel il est champion de France militaire par équipe de ski de patrouille à Briançon en février 1969. Il est reversé officier de réserve à son retour à la vie civile. À la rentrée 1969 il est nommé professeur d'éducation physique à l'IREPS de l'université Lyon I. Il s'inscrit en licence de psychologie et de sciences de l'éducation en juin 1973, soutient une thèse de troisième cycle en psychologie sous les directions de Guy Avanzini et Jean Guillaumin le 28 novembre 1978 à l'université Lyon II.
Après avoir hésité quelque temps entre la psychologie et l'histoire de l'éducation, il est nommé maître-assistant stagiaire en décembre 1984 puis soutient, toujours à l'Université Lyon II, une thèse d'État ès lettres et sciences humaines dirigée par Guy Avanzini et Yves Lequin le 20 mars 1986. Il est nommé maître de conférences de 1re classe en décembre de la même année puis professeur des universités le 24 novembre 1988. Il est habilité à diriger des recherches en histoire contemporaine en janvier 2002 mais fait valoir ses droits à la retraite pour raison de santé le 1er novembre 2004. Il meurt le 7 septembre 2016.

### Le centre de recherche et d'innovation sur le sport (CRIS)
En 1982, Pierre Arnaud crée — avec le sociologue du sport Jean Camy — un laboratoire consacré à l'innovation liée au sport dans le cadre de l'Unité de formation et de recherche en sciences et techniques des activités physiques et sportives (UFRSTAPS) de l'université Claude-Bernard Lyon 1. Celui-ci est reconnu depuis équipe d'accueil sous le No 647. Le centre de recherche et d'innovation sur le sport (CRIS) est rattaché à l'institut des sciences de l'homme (ISH) depuis 1987. En 2016, après trente-quatre ans d'existence, le CRIS se divise en deux laboratoires: le LIBM pour les sciences de la vie et le L-VIS (Laboratoire sur les Vulnérabilités et l'Innovation sur le Sport) pour les sciences sociales et humaines.

### Les carrefours d'histoire du sport
De 1991 à 1995 le comité des travaux historiques et scientifiques (CTHS) réserve une session de chaque congrès annuel aux jeux et sports dans l'histoire. Le professeur Albert Jacquard confie à Pierre Arnaud la responsabilité de ces sessions qui se déroulent en :
- 1991 à Chambéry/Annecy, La montagne et ses images[8] ;
- 1992 à Clermont-Ferrand, Éducation et politiques sportives. XIXe – XXe siècles ;
- 1993 à Pau, Éducation et politiques sportives. XIXe – XXe siècles ;
- 1994 à Amiens, Sport, éducation et art. XIXe – XXe siècles ;
- 1995 à Aix-en-Provence, Le sport et ses espaces. XIXe – XXe siècles.

Pierre Arnaud entreprend ensuite de les pérenniser avec une nouvelle série de colloques dont le premier est organisé à Besançon dès l'année suivante. Sous le nom de carrefours d'histoire du sport, ils deviennent biannuels à partir de 1998 à la suite du carrefour de Bordeaux. Ils fonctionnent ensuite de façon informelle jusqu'au départ à la retraite de Pierre Arnaud puis sont repris dans le cadre de la Société française d'histoire du sport (SFHS) à la suite d'une modification des statuts de celle-ci en novembre 2003.

### Autres responsabilités administratives
Membre de divers comités et conseils de l'université Lyon 1, directeur de diverses collections et membre de conseils éditoriaux, Pierre Arnaud est aussi titulaire de plusieurs sociétés savantes internationales et membre élu de la 74e section du Conseil national des universités (CNU) de 1989 à 1998.

## Publications (sélection)
Ouvrages
- [1975] Écrits sur l'eau, Châtenay-Malabry, Annales de l'ENSEP, 1975 ;
- [1981] Le corps en mouvement, Saint-Étienne, Université de Saint-Étienne, 1981, 225 p. (ISBN 2-86272-093-3, BNF 35827846).
- [1985] Les savoirs du corps : éducation physique et éducation intellectuelle dans le système scolaire français, Lyon, Presses universitaires de Lyon, 1985, 317 p. (ISBN 2-7297-0426-4, BNF 36657551).
- [1988] Les Athlètes de la République. Gymnastique, sport et idéologie républicaine, 1870/1914, Paris, l'Harmattan, 1988, 423 p. (ISBN 2-7384-6172-7, BNF 36700870).
- [1991] Le Militaire, l’écolier, le gymnaste. Naissance de l’éducation physique en France (1869-1889), Lyon, Presses universitaires de Lyon, 1991, 273 p. (ISBN 2-7297-0397-7, BNF 35463106).
- [1994] Les origines du sport ouvrier en Europe, Paris, L'Harmattan, 1994, 308 p. (ISBN 2-7384-2553-4, BNF 36679037, présentation en ligne).
- [2000] Le sport en France : une approche politique, économique et sociale, Paris, La Documentation française, 2000, 176 p. (ISBN 2-11-004582-5, BNF 37119100).

En collaborations
- [1993] Alfred Wahl, Sports et relations internationales, Metz, Centre de Recherche Histoire et Civilisation, Université de Metz, 1993, 286 p. (ISBN 2-85730-019-0).
- [1993] Thierry Terret, Le rêve blanc. Olympisme et sport d'hiver, Bordeaux, Presses universitaires de Bordeaux, 1993, 268 p. (ISBN 2-86781-134-1, BNF 35579244, présentation en ligne).
- [1997] Lionel Arnaud, Les premiers boycottages de l’histoire du sport, nationalismes sportifs, Paris, Quasimodo, 1997[11].
- [1998] J. Riordan, Sports et relations internationales (1900-1941) : les démocraties face au fascisme et au nazisme, Paris, L'Harmattan, 1998, 337 p. (ISBN 2-7384-6966-3, BNF 37672937).

Articles
- [1973] « Maurras et Comte. Esquisse d'une problématique », Études maurrassiennes, Aix-en-Provence, vol. 2,‎ 1973, p. 27-30.
- [1978] « Deux tentatives malheureuses et contraires de « politique positive » : Maurras et Alain », Romantisme, vol. 8, no 21,‎ 1978, p. 187–199 (DOI 10.3406/roman.1978.5217, lire en ligne sur Persée, consulté le 28 novembre 2022).

## Distinctions
Pierre Arnaud est :

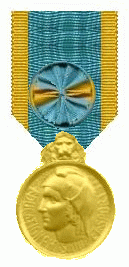
médaille d'or de la jeunesse et des sports.

- membre nommé du comité scientifique de la bibliothèque du musée olympique de Lausanne (Comité International Olympique) ;
- membre de l'International Society for the History of Sport and Physical Education (ISHPES) (siège : Berlin) ;
- membre (Invited fellow) de l'European College of Sport Science (ECSS) (siège : Cologne) ;
- membre de l'International Center for Sports History and Culture (ICSHC) (siège : Montfort University - Leicester).

Proposé pour le prix de l'ISHPES en 2000 celui-ci lui est remis en août de l'année suivante à Montpellier.
Depuis 2008, la SFHS délivre à l'attention des jeunes chercheurs un prix Pierre Arnaud créé lors du 13e carrefour d'histoire du sport. Les textes sont évalués anonymement par les membres du conseil d'administration de la société selon les critères scientifiques usuels.
Le laboratoire d'histoire et de socio-anthropologie du sport (équipe disciplinaire du CRIS 2010-2015) a organisé deux journées d'études "Pierre Arnaud" sur la recherche et l'enseignement en histoire de l'éducation physique scolaire. Ces deux journées ont rassemblé de nombreux spécialistes français de l'histoire de l'Éducation physique et de nombreux formateurs au CAPEPS et à l'agrégation d'EPS.
 Médaille de la jeunesse, des sports et de l'engagement associatif, or Par décision exceptionnelle de Valérie Fourneyron, ministre de la jeunesse et des sports, Pierre Arnaud a reçu la médaille d'or de la jeunesse et des sports lors de la promotion de janvier 2014.